# Deutscher Verband Tiernahrung

Logo

Der Deutsche Verband Tiernahrung e. V. (DVT) ist ein deutscher Wirtschaftsverband von Unternehmen, die Futtermittel, Vormischungen und Zusatzstoffe für Nutz- und Heimtiere herstellen, lagern oder handeln.
Der Verband stellt mit rund 260 Mitgliedsunternehmen, die rund drei Viertel des deutschen Futtermittelmarktes repräsentieren, die größte Interessenvertretung der Branche in Deutschland dar.

## Zweck
Zweck ist unter anderem:
- als Berufsverband Vertretung der Interessen seiner Mitglieder gegenüber Legislative, Exekutive, Institutionen, Organisationen, anderen Wirtschaftskreisen und insbesondere in der Öffentlichkeit,
- Förderung des Austausches wirtschaftlicher, wissenschaftlicher und technischer Erkenntnisse sowie Erfahrungen,
- Eintreten für einen lauteren Wettbewerb innerhalb der Futtermittelbranche und zu diesem Zweck Ergreifen alle erforderlichen Maßnahmen,
- Kontaktpflege mit den Vertretern der Wissenschaft, den Organisationen der Landwirtschaft und benachbarter Wirtschaftszweige.

## Tätigkeit
Die Tätigkeiten des Verbandes umfassen:
- Information und Beratung der Mitglieder in den Futtermittelsektor betreffenden Fragen, darunter u. a. Futtermittel-, Veterinär- und Lebensmittelrecht,  Wirtschafts-, Agrar- und Agrarmarktpolitik,  Wissenschaft und Technik sowie Umwelt- und Gesundheitspolitik.
- Erarbeitung von Stellungnahmen, Gutachten und Empfehlungen zu spezifischen Themen in Ausschüssen und Fachabteilungen
- Unterstützung bei der Erarbeitung gemeinsamer Analyse-, Prozess-, Produktions- und Qualitätsstandards
- Pflege und Ausbau von Datenbanken zu Mischfutter, Einzelfuttermitteln und unerwünschten Stoffen
- Organisation von Tagungen und Seminaren und Mitwirkung bei der inhaltlichen Gestaltung und Durchführung
- Aus- und Weiterbildung von Nachwuchskräften

## Struktur
Innerhalb des Vereins sind die Regionalgruppen Nord, Nord-West, West, Süd eingerichtet. Um die regionalen und fütterungsspezifischen Gesichtspunkte in der Verbandsarbeit berücksichtigen zu können, sind die Vorsitzenden der Regionalgruppen und der Fachabteilung gleichzeitig Mitglied im DVT-Vorstand.
Die Mitgliederversammlung wählt weitere Mitglieder des Vorstandes. Diese wählt auch den Präsidenten sowie die Vizepräsidenten, die gemeinsam das Präsidium bilden. Alle Gremien werden durch die Verbandsgeschäftsstelle in Bonn inhaltlich und organisatorisch unterstützt.
Der Verein ist Mitglied im Europäischen Verband der Mischfutterindustrie (FEFAC). Über die FEFAC vertritt der DVT die Interessen seiner Mitglieder auf europäischer Ebene.